# Sz (диграф)
Sz, sz — диграф, используемый в польском, кашубском и венгерском языках. Также использовался в некоторых вариантах русского, белорусского и украинского латинских алфавитов.

## Использование
В польском и кашубском языках обозначает звук [ʃ].
В венгерском языке является 29-й буквой алфавита и обозначает звук [s]. 
В проекте украинской латиницы Лозинского (абецадле) являлся 27-й буквой алфавита и обозначал звук [ʃ]. В белорусской латинице обозначал звук [ʂ], в 1920-х годах был заменён на Š. Также использовался в проекте русской латиницы К. М. Кодинского. Во всех трёх алфавитах соответствовал кириллической букве Ш.